# 伊萬基夫齊 (日托米爾區)
50°7′38″N 28°41′14″E / 50.12722°N 28.68722°E
伊萬基夫齊（烏克蘭語：Іванківці），是烏克蘭北部的村莊，隸屬日托米爾州的日托米爾區。該村始建於1501年，面積1.01平方公里，海拔高度210米，2001年人口489，人口密度每平方公里486.57人。